# Leendert Overduin
Leendert Overduin (Leiden, 22 december 1900 - Enschede, 17 juli 1976) was een Nederlandse predikant te Enschede en werd tijdens de Tweede Wereldoorlog de leider van een organisatie voor hulp aan Joodse medeburgers.
Overduin studeerde theologie aan de Vrije Universiteit in Amsterdam. Hij werd op 37-jarige leeftijd predikant in Enschede. Hij maakte vanaf het begin in 1926 deel uit van de Gereformeerde Kerken in Hersteld Verband van dominee Geelkerken en ging met dit kerkverband in 1946 over naar de Nederlandse Hervormde Kerk.
Nadat in september 1941 de Duitse bezetter als gevolg van de razzia van Twente 105 Joodse inwoners op transport naar Mauthausen had gezet, besloot Overduin om onderduikadressen te regelen voor Joden die met deportatie werden bedreigd.   

## Groep Overduin
Groep Overduin was een goed georganiseerde verzetsgroep in Enschede die werk verrichtte in heel Twente. De groep groeide geleidelijk, zonder officieel te zijn opgericht. De groep bestond onder anderen uit Leendert en zijn zussen Maartje en Corrie, zijn buurvrouw, de banketbakker Gerrit Voogd, en een ambtenaar Friso van Hoorn. Dit was de kern van Groep Overduin, die binnen een jaar bestond uit 50 personen.
Het benodigde geld kreeg de groep onder andere van textiellfabrikant Jannink. Hoewel de groep voornamelijk in Twente onderdak vond voor onderduikers werkte de groep door heel Nederland. In Friesland werkte de groep samen met C.D Moulijn, maar ook in Limburg zaten medewerkers. Zo bracht Sara Voogd verkleed als Rode Kruisverpleegster onderduikers per trein naar Limburg. In Twente maakte groep Overduin gebruik van timmermannen die speciale onderduikhokjes of kastjes timmerden die in of bij boerderijen gezet konden worden. De groep kwam maandelijks bijeen aan de Wooldriksweg in Enschede waar Corrie Overduin een kamer huurde. Groep Overduin heeft rond de 1000 Joodse inwoners geholpen. Dit komt overeen met ruim dertig procent van alle Joodse inwoners in Twente.

## Arrestatie
Overduin werd in het najaar van 1942 aangehouden, maar kwam dankzij een Enschedese politie-inspecteur weer vrij. In 1943 werd hij opnieuw gearresteerd en heeft toen negen maanden gevangen gezeten. Hij werd schuldig bevonden aan het volgende:
"Der Angeschuldigte hat in der Zeit von Herbst 1942 bis August 1943 von ihm insgesamt 43 Juden zum Zwecke des Untertauchens schafften Quartieren untergebracht. Wegen der Quartiere suchte er persönlich Familien, die ihm zuverlässig und geeignet erschienen auf und veranlasste sie, unter Umgehung und Missachtung der Meldebestimmungen Juden, die untertauchen wollten, bei sie aufzunehmen." Vertaling: "In de periode van herfst 1942 tot augustus 1943 heeft de beschuldigde in totaal 43 Joden ondergebracht in verblijven die hij voor hen had gecreëerd. Voor de opvang zocht hij persoonlijk gezinnen die hem betrouwbaar en geschikt leken en liet hen Joden opnemen die wilden onderduiken, waarbij hij de registratievoorschriften omzeilde en negeerde."
Na zijn straf dook hij onder en zette hij onder de schuilnaam Ten Kate zijn werkzaamheden voor onderduikers voort. Op het eind van de oorlog werd Overduin opnieuw opgepakt. Door een onoplettende bewaker kon hij ontsnappen en zo ontliep hij de moordpartij die op 31 maart 1945 werd aangericht door het Einsatzkommando van de SD-er Meyer.
Na de oorlog zette Overduin zich in voor de opvang van de kinderen van NSB-ers. Deze tegenstelling verklaarde hij vanuit zijn geloofsovertuiging.
In 1950 werd Overduin voorzitter van de Stichting Gezinszorg. Vijf jaar later nam hij de functie aan van pastoraal verzorger in Lonneker.
In 1955 trouwde hij met Zwaantje Reindje ter Heege.

## Documentaire en boeken
In 2020 verscheen een documentaire over Overduin, Leendert Overduin, het geweten van de stad, gemaakt door Willy Berends, Cars Bijlstra en Erik Dijkstra Vanaf 2022 krijgt Overduin een plek in het Amsterdams Verzetsmuseum.
In 2020 verscheen het boek 'Oorlog in Enschede 1940-1945 / Het geweten van een stad; Leendert Overduin in Enschede' door Willy Berends, Feya Wouda & Sonna Krom. 
In 2022 kwam het boek van auteur A. Bekkenkamp, 'Leendert Overduin: het levensverhaal van een pastor Pimpernel (1900-1976)' opnieuw uit. Het boek werd in 2000 voor het eerst uitgegeven. In 2024 kwam het boek uit onder de naam "Der Judenretter und Versöhner aus Enschede: Pastor Leendert Overduin" met illustraties van kunstenares Sonna Krom.
In 2024 werd de documentaire 'Het geweten van een stad, Leendert Overduin in Enschede' nagesynchroniseerd in het Amerikaans en daar verpreid 
In 2025 verscheen het boek 'Leen, iets dat te maken heeft met God'
- Nederlandse Thesaurus van Auteursnamen: 212428926
- Virtual International Authority File: 282317288